# Nemoura cinerea

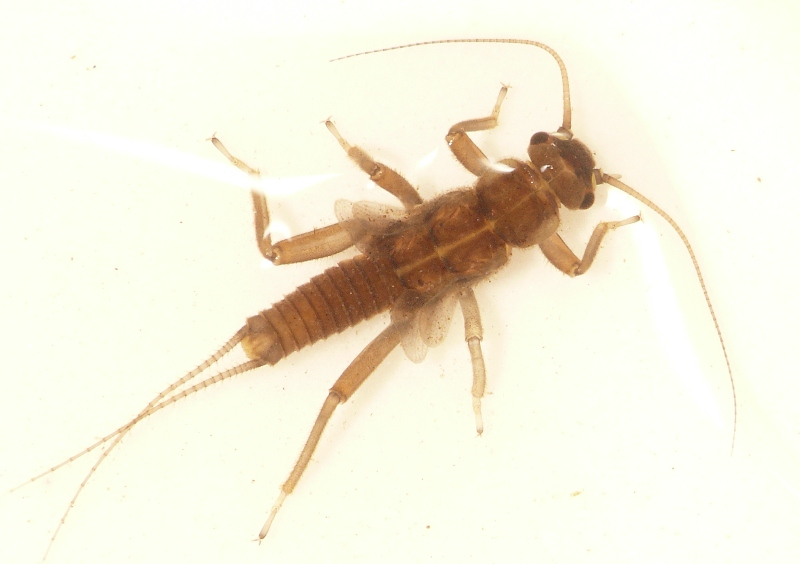
Eine Larve von Nemoura cinerea

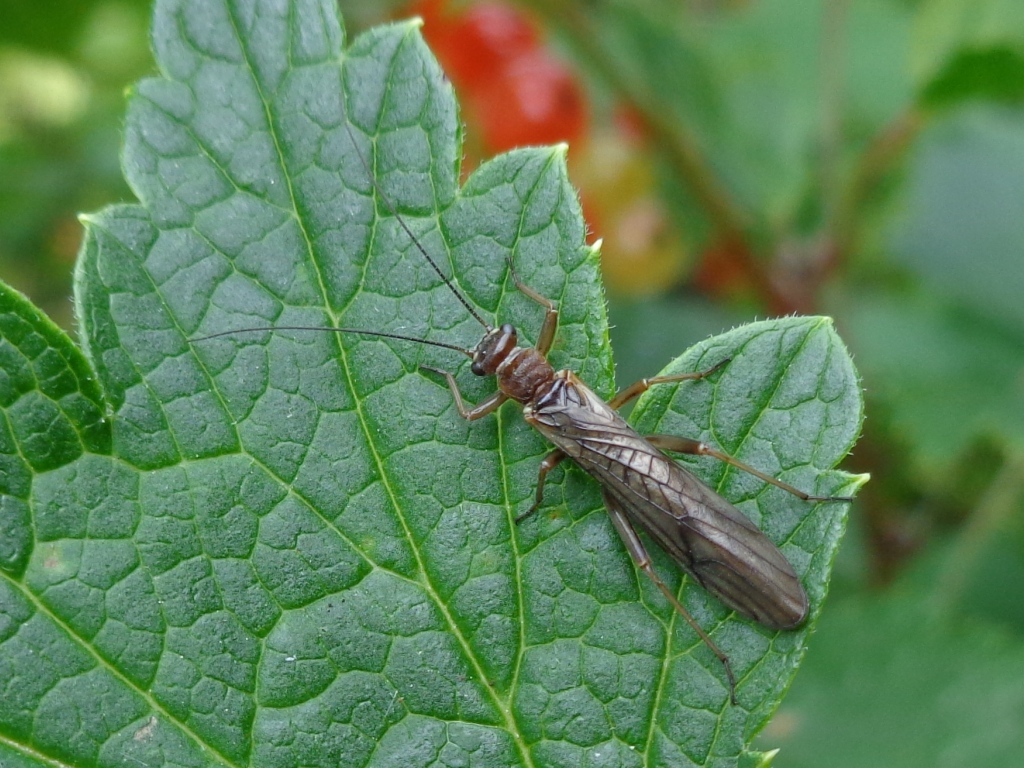
Nemoura cinerea

Nemoura cinerea ist eine Art der Steinfliegen und paläarktisch verbreitet.

## Merkmale
Die Körperlänge beträgt 4–6,8 mm, die Vorderflügellänge 5–7,9 mm. Anderen Angaben zufolge beträgt die Körperlänge 5–10 mm. Der Körper ist dunkelbraun gefärbt. Es gibt eine Reihe ähnlicher Arten und vor allem die Weibchen von Nemoura cinerea sind schwer zu bestimmen. Die Männchen kann man an den Borsten erkennen.

## Verbreitung
Die Art ist weit in Europa verbreitet und vor allem aus Nord- und Mitteleuropa bekannt. Hier lebt sie in Schweden und Norwegen fast flächendeckend und auch nördlich des Polarkreises, in Teilen Finnlands und Dänemarks, in Estland, Lettland, Deutschland und hier vor allem im Nordwesten und Nordosten, in den Niederlanden, Luxemburg, auf Großbritannien und Irland, in Polen und Teilen des westlichen Russlands. Weiter südlich lebt die Art auf der Iberischen Halbinsel, in Frankreich, weit verbreitet in der Alpenregion, in Teilen Italiens, vor allem Norditalien und lokal in zahlreichen Gebieten Ost- bis Südosteuropas, vor allem in der Slowakei, Slowenien, Ungarn und Bulgarien. Südöstlich kommt die Art bis auf die Peloponnes vor. Außerhalb Europas gibt es Nachweise aus Ostanatolien, dem Kaukasus und dem westlichen und zentralen Russland bis nach China. In Deutschland gehört sie vielerorts zu den häufigsten Steinfliegen-Arten.

## Lebensraum und Lebensweise
Die Art hält sich von März bis September häufig an stehenden und fließenden Gewässern auf. Dazu zählen neben Mittelgebirgsbächen auch Ströme in Niederungen oder Teiche oder andere kleine stehende Gewässer. Sie gilt als euryök und stellt geringere Ansprüche an die Wasserqualität als viele andere Steinfliegen-Arten. Die Larven ernähren sich von Algen.

## Taxonomie
Die Art wurde 1783 von Anders Jahan Retzius als Perla cinerea erstbeschrieben. Weitere Synonyme der Art lauten Nemura cinerea (Retzius, 1783) und Nemura variegata Olivier, 1811. Neben dem Nominotypischen Taxon gibt es noch die Unterart Nemoura cinerea selene Consiglio, 1959.